# Juan de Angustina Carasa
Juan de Angustina Carasa (Carasa, 1535 – 1598) è stato un militare e marinaio spagnolo.

## Biografia
È stato capitano della Determinada: una delle galee spagnole che combatterono nella battaglia di Lepanto, il 7 ottobre del 1571. Durante la battaglia, la sua galea apparve all'ala destra del corpo di battaglia guidato da Gianandrea Doria.